# الکس اکستروم
الکس اکستروم (انگلیسی: Alex Ekström; ۴ اکتبر ۱۸۸۳ – ۲۰ فوریهٔ ۱۹۵۸) دوچرخه‌سوار اهل سوئد بود.